# Хмельницкое (Павлодарская область)

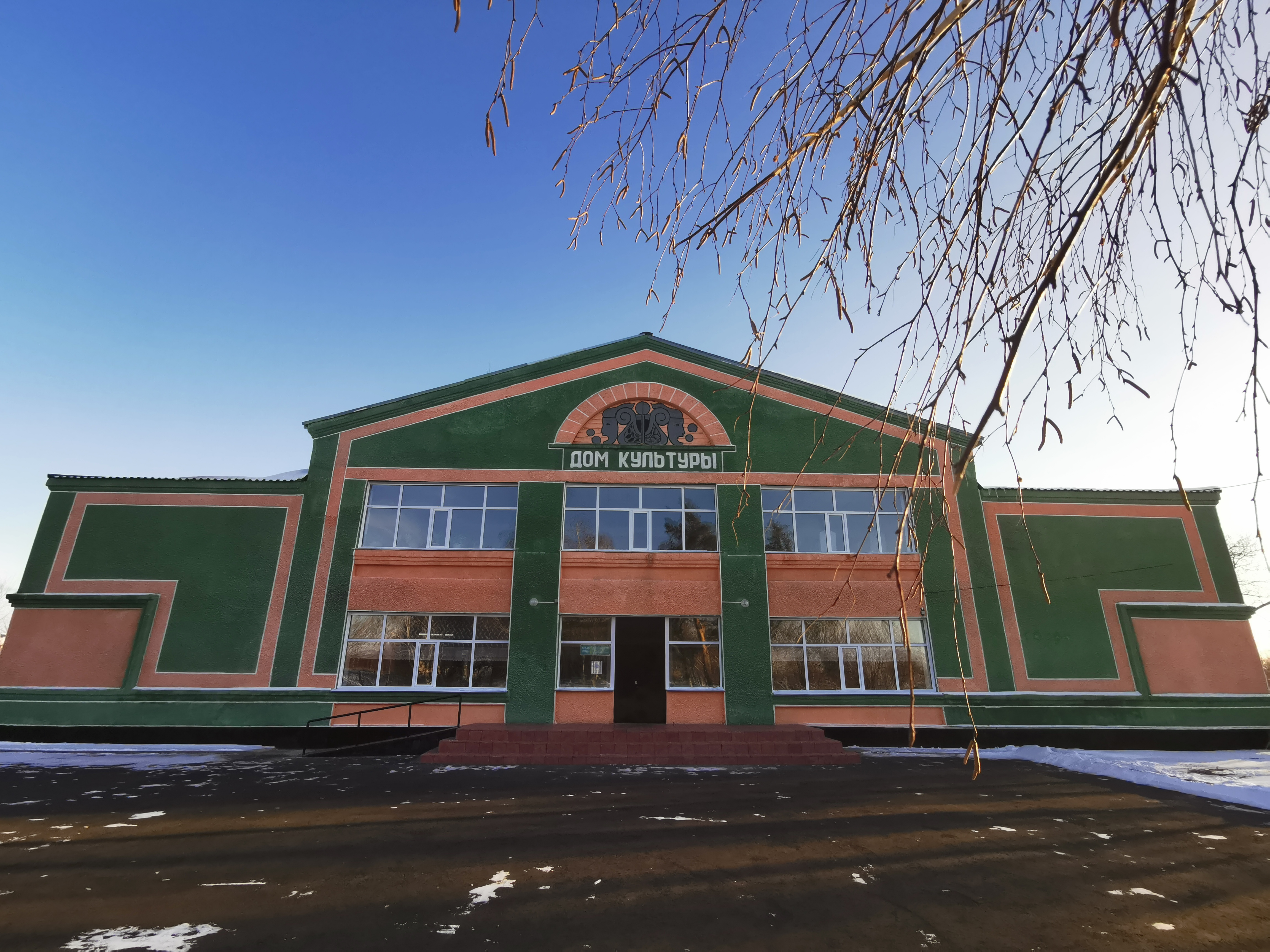
Сельский дом культуры

Хмельницкое (каз. Хмельницкое) — село в Щербактинском районе Павлодарской области Казахстана. Административный центр Хмельницкого сельского округа. Код КАТО — 556863100. Образовано в марте 1954 года первоцелинниками Ленинского комсомола.

## География
Исходя из государственного акта на вечное пользование землей колхозами, совхозу им. Хмельницкого в постоянное пользование было отведено 42 195 гектаров земли, согласно начертанному плану и описанию границ.
Из общей площади отведенных земель по состоянию на 1 ноября 1965 года имелось: пахотных земель (пашня, огороды и залежи) 21 656 гектаров, сенокосов 3 гектара, пастбищных 19 666 гектаров, садов, виноградников 49 гектаров и прочих угодий 821 гектаров.
Вышеуказанное землепользование было записано в государственной книге регистрации землепользований за № 6 15 дня, марта месяца, 1964 года.

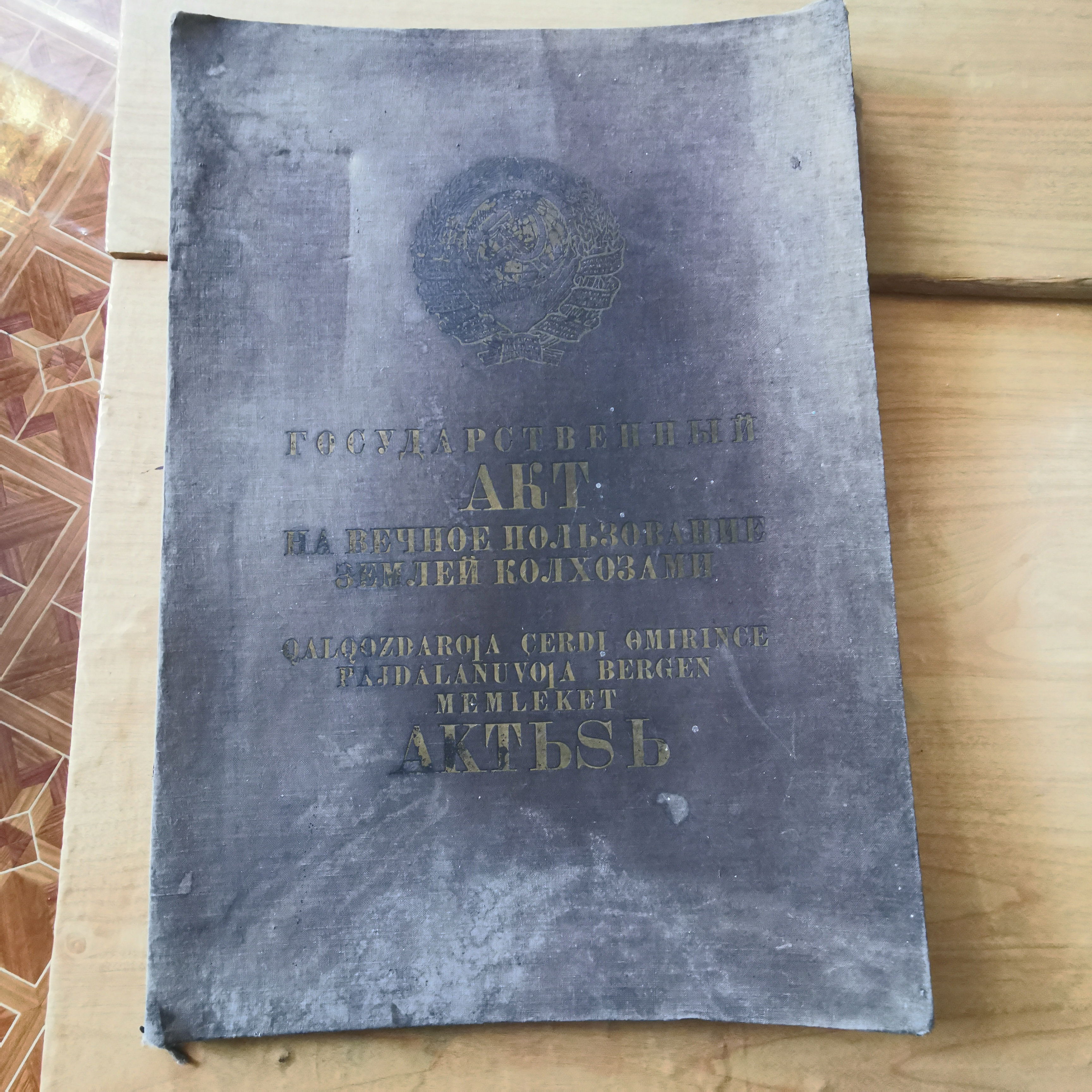
Акт на вечное пользование землей колхозами

## История
В марте 1954 года первоцелиннками ленинского комсомола был основан совхоз им. Хмельницкого на просторах целинной земли.
Первоцелинники вспоминают.
Топко Нина Александровна: «Помню вечер во Дворце им. Горького, где секретарь парткома нового совхоза Темирхан Садыков интересно рассказывал о целине, о будущем совхоза.
И вот 25 марта 1955 г. эшелон с ленинградцами, посланцами Кировского района в составе 256 человек, прибыл на ст. Маралды. А перед этим нас встречал Павлодар. Все жители городка прибыли, чтобы встретить нас. Был митинг. Мы, вновь прибывшие комсомольцы, заверяли, что будем работать, не жалея ни сил, ни времени.
Нас встретили степь, снег и яркое весеннее солнце. Посёлок состоял нескольких земляных домиков и вагончиков, в которых жили демобилизованные солдаты, прибывшие 24.XII.54 г.
Началось формирование бригад. Подвозили технику и щитосборные домики. Совхоз строился.
Вечерами, свободными от работы, ребята ставили две грузовые машины, раздвигали борта и образовывалась импровизированная сцена, где выступал коллектив художественной самодеятельности. Несмотря на тяжелый труд, молодежь любила отдыхать, веселиться.
Работа наша заключалась в том, что мы разгружали вагоны со стройматериалами. Когда не было вагонов, мы готовили технику для весеннего сева.
Были организованы бригады: 1-я, 2-я, 3-я и 4-я. Я попала в 3-ю бригаду прицепщиком. Работали в две смены. Всходы гибли, лишь полынь стояла зелёным лесом. Но всё же сдал совхоз государству свой первый хлеб.
И каждый целинник, вложивший в эту землю свой труд, может сказать: в сегодняшнем Казахстане мы видим воплощенную в жизнь мечту сотен тысяч целинников.

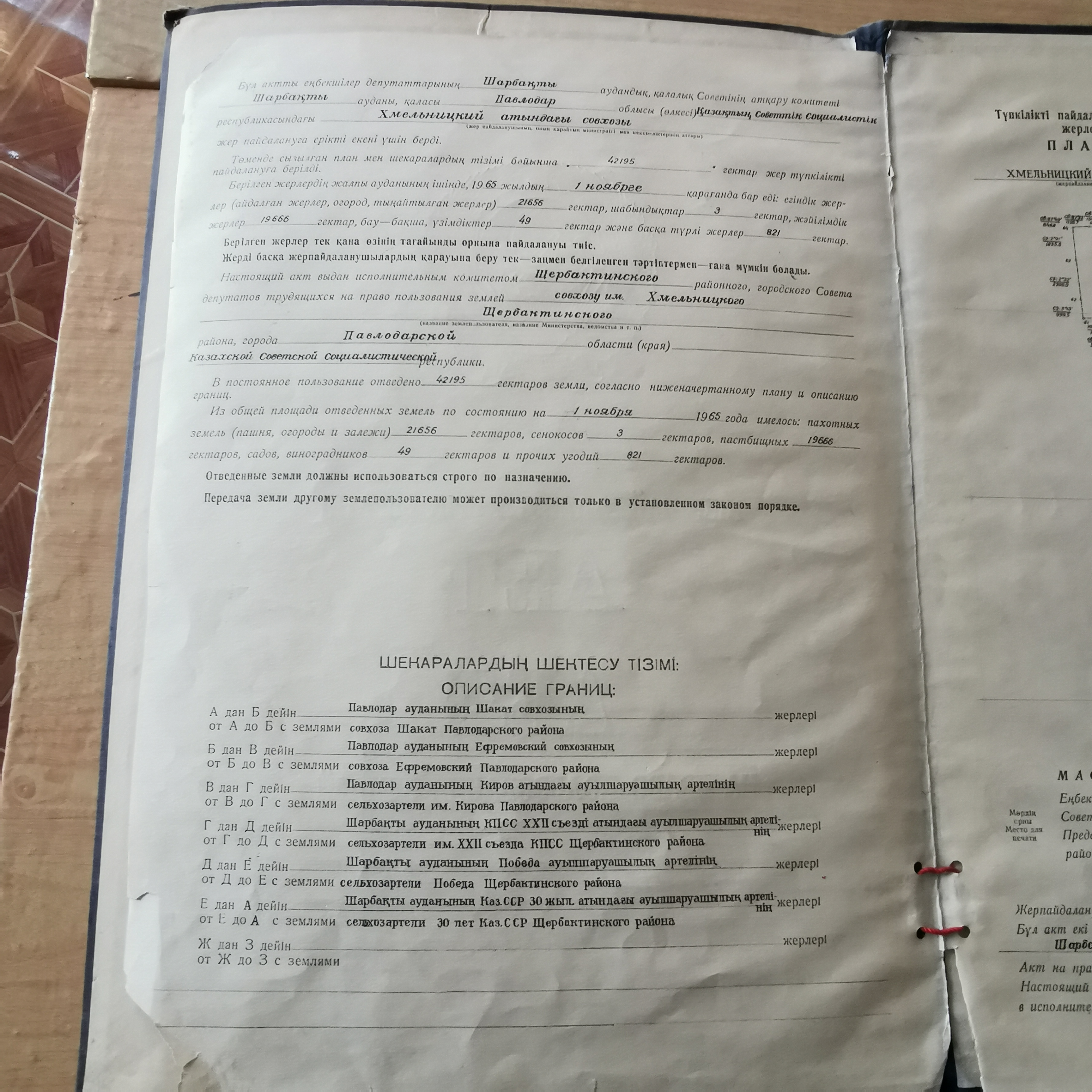
Акт на вечное пользование землей колхозами (документ, страница 1)

На начало года у нас была своя библиотека. Много книг несли дети из дома.
Ребята жили в вагончиках, в общежитии. Казалось, что не было условий для подготовки домашнего задания, но дети учились с охотой; с интересом, с желанием слушали материал на уроках. Занимались дети в две смены.
В школу приходили родители помогали во всем: пилили дрова, белили класс, ремонтировали парты.
К Новому году пришли из Ленинграда посылки с игрушками, засверкала наша елка огнями. Родители помогали шить костюмы, мы готовили представления. После учебного года был смотр художественной самодеятельности, в котором наша школа заняла первое место.
Совхоз строился, и к празднику Великого Октября многие семьи получили квартиры.
С наступлением весны мы свою школу озеленили.
С каждым годом строительство продвигалось. И вот в 1961 году построили школу (с 1979 г. это школа - интернат), которая и сейчас осталась на своем месте. В 1979 году построили вторую школу на 500 мест, в которой и по сей день учатся наши дети.
А первая учительница живет и сейчас в нашем селе - это Бабичева Валентина Николаевна.
Так и рос новый совхоз имени Богдана Хмельницкого".

Из воспоминаний главного инженера совхоза имени Б. Хмельницкого Николая Сергеевича Медведева («Трибуна» 1968 г.): «Много памятных лет. Но, однако, больше всех мне запомнился декабрь 1954 года. Я приехал из Ростовской области на целину. На месте нынешнего совхоза была бесконечная снежная степь. Наше жилье состояло из нескольких вагончиков и землянок на пятом километре. Почти вместе с руководителями совхоза приехали одиннадцать демобилизизованных солдат. Наметили границы будущего совхоза. Воткнули табличку с крупной надписью „совхоз им. Б. Хмельницкого“, установили флаг. По морозу и в снегопад ездили в Павлодар за техникой и за питанием, заготавливали камыш на строительство домов. Все было: и холодный сзноб по утрам в промерзших вагончиках, и тревожно ненастные ночи в степи. Здесь, в канун нового 55-го года, справили первую целинную свадьбу. Молодоженами стали бухгалтер Тоня и Бригадир Николай Хренков. Свадьбу сыграли в землянке. Было тесно, потому что пригласили всех целинников и до самого утра не смолкали смех, песни и поздравления…»

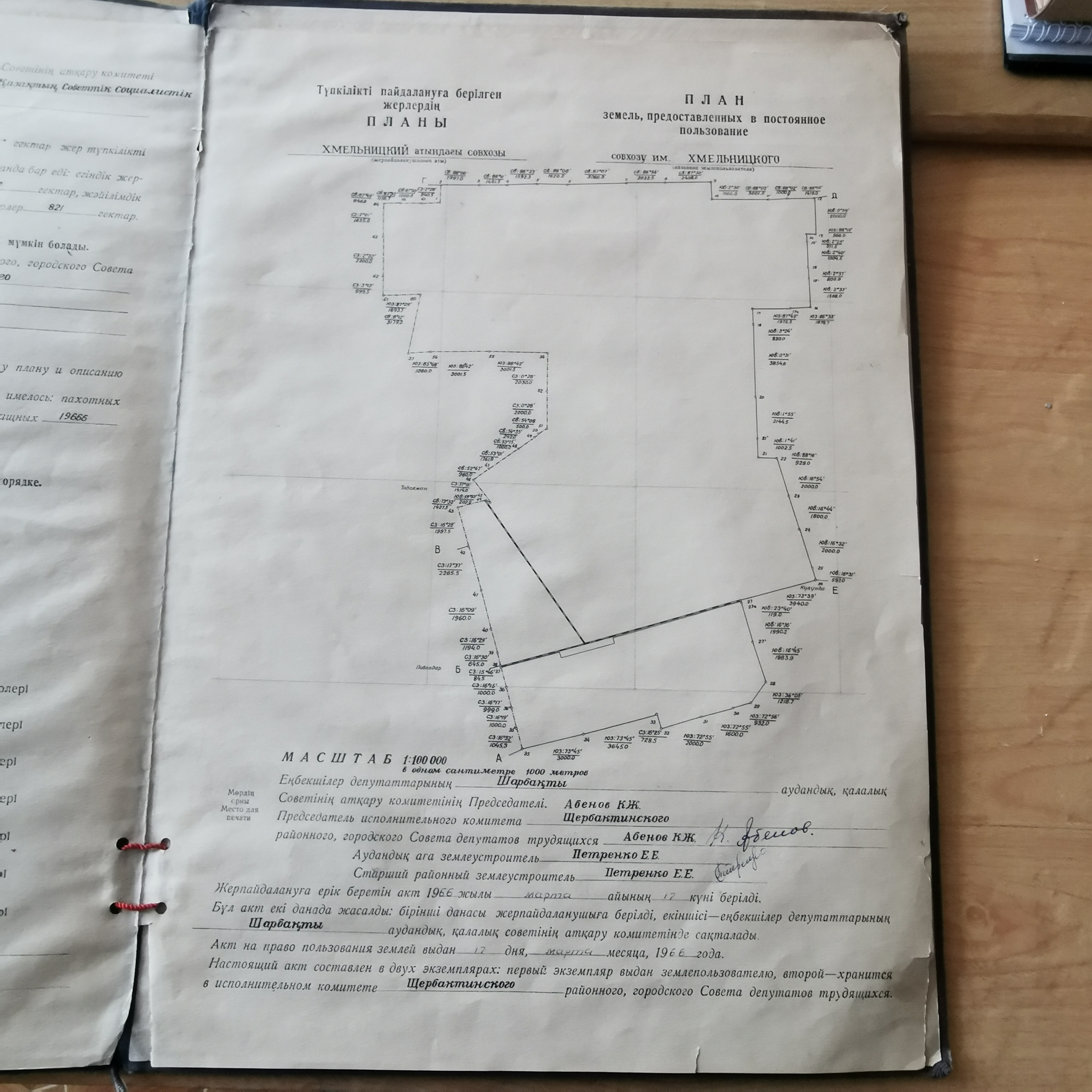
Акт на вечное пользование землей колхозами (документ, страница 2)

Отрывок из газеты «Звезда приирышья» 1969 года: «…в ноябрьскую стужу, вскоре после праздника Великого Октября, ровно 15 лет назад, с пассажирского поезда на железнодорожной станции Маралды сошли три пассажира в шапках ушанках, полушубках и валенках. Они круто повернули на север и пошли в степь, проваливаясь в полуметровых сугробах снега. Это были первые руководители создаваемого целинного совхоза имени Б. Хмельницкого: директор — Москаленко Павел Евстратович, секретать парторганизации — Темирхан Садыков и председатель рабочкома — Мажит Джамалов.
А через неделю новое хозяйство получило одну автомашину, несколько вагончиков — передвижек с жестяными печками, несколько палаток…»
Начали пребывать новоселы: демобилизованные солдаты, молодежь из разных уголков СССР. Среди них шофер Константин Дзина, слесарь сантехник Петр Королько, механик Николай Медведев, слесарь Михаил Горшков, новосибирский коммунист Семен Харитонович Петруня, приехавший почти в 50 лет поднимать целину, а также Александра Галиченко, Тоня Лецко, Коля Хренков, Иван Кулешов, Иван Рыжов и др.
Из газеты «Трибуна» 1984, 1989 гг.: «25-го марта по призыву Ленинского комсомола молодые люди страны отправились в далекий Казахстан. На станцию Маралды прибыл эшелон комсомольцев из Ленинграда в составе 256-и человек. Среди них Костырев Александр, Карасевы Евгений и Клава, Виктор и Нина Топко, Михаил и Анна Павловы, Анатолий Тимофеев, Иван и Нина Галич, Кулаковы Эдуард и Антонина, Рожков Александр, Гришкин Константин, Иван и Александра Шаламовы, Хамид и Любовь Сагадеевы, Нина и Виктор Дмитриевы, Иван Базавод, Николай Васильев. Начали обживать 5-й километр железнодорожной сольветки, где было несколько землянок, принадлежавших Славгородскому ОРСу. Расчищали снег, ставили палатки…

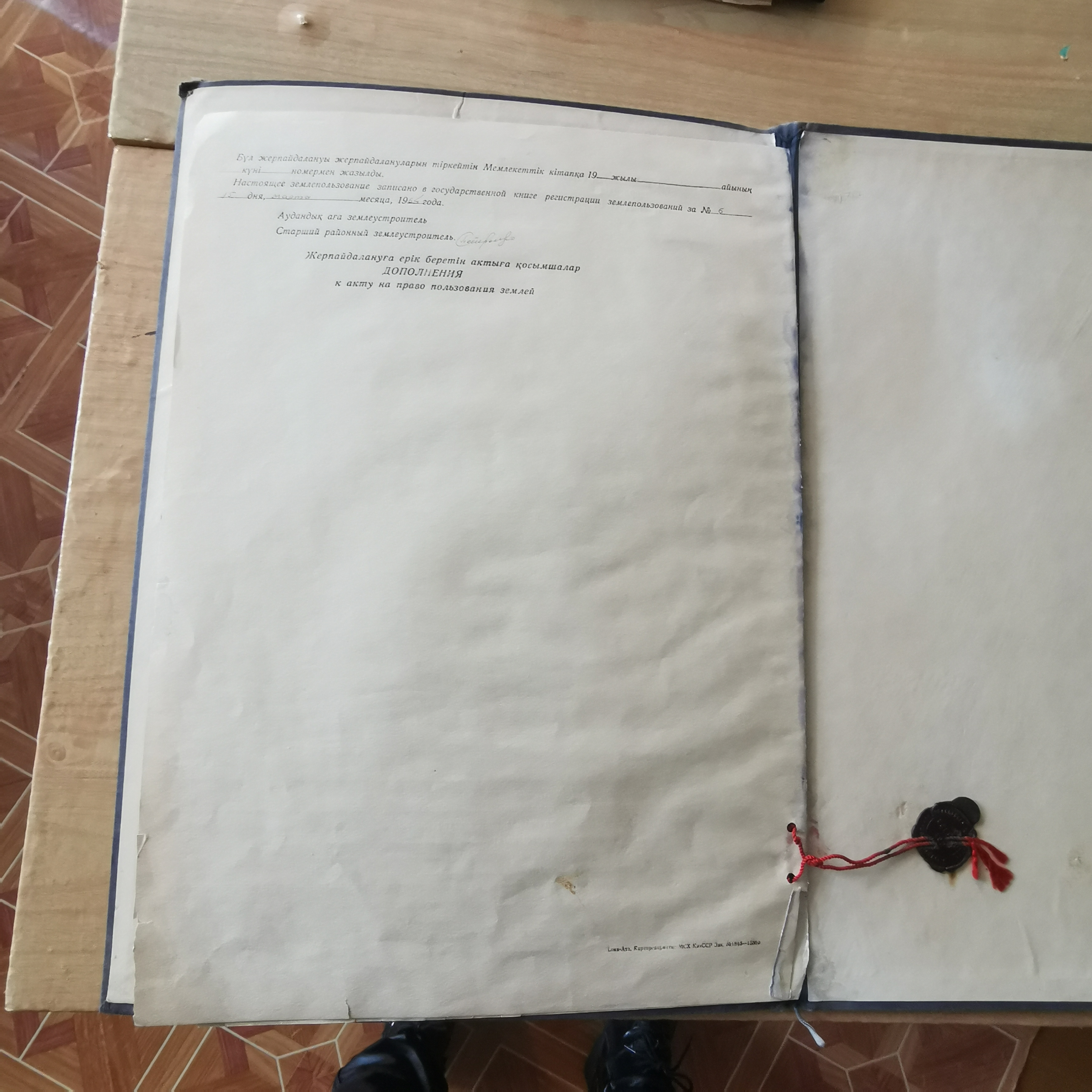
Акт на вечное пользование землей колхозами (документ, страница 3, печать)

Агрономом был Евсей Кремер, инженер-строитель из Москвы Николай Зеркин, главный инженер из Ворошиловграда Федор Серёгин, главный бухгалтер Гугуев Иван. Петру Королько оказана честь пригнать из Павлодара первый трактор ДТ-54.
С первого камешка начинали строительство совхоза бригада строителей: плотники — Сергей Логутов, Виктор Дмитриев, Михаил Жарков, каменщик — Иван Галич, штукатуры — Нина Дмитриева, Мария Поськина.
…Первое целинное лето 1955 года очень памятно для целинников совхоза. Необычайный зной обрушился в то лето на целину. Отличные всходы засыхали в то время на корню. Не выдерживали не только растения, но и слабые, случайные на целине люди. Но в совхозе остались сильные духом, они-то и продолжили начатое дело. Тогда в 1955 году совхоз сдал свой первый хлеб Родине — почти 14 тыс.центнеров».
Из книги «По вехам нашей памяти» В.Гегера, Н.Гостищева и Д.Кызыр: «… 25-го июля 1957 года совхоз Хмельницкий посетил глава СССР Никита Сергеевич Хрущев в сопровождении Мицкевича, Бенедиктова и др. По воспоминаниям очевидцев целинный совхоз, ещё небольшой к тому времени, вплотную окружали высокие, пости метровые хлеба. На площади установили наспех сколоченную трибуну, собралось много народу. Состоялся митинг. Хрущев рассказал об экономической ситуации в стране, подчеркнул правильность решения освоения целинных земель, ответил на вопросы целинников, выслушал жалобы, пообещал решить некоторые проблемы. А уже на следующий день для хмельничан был доставлен самолётом груз с детской обувью…»
1979 год — завершение строительства машино-испытательной станции.
1980 год — дом животноводов был построен на ферме.
1980 год — была построена гостиница МИС по улице Ленина.
1982 год — был построен зерноток.
1984 год — было проведено Государственное собрание партактива, посвященное 30-летию целины.
1988 год — целинный совхоз им. Хмельницкого — один из лидеров в стране по сельскохозяйственным показателям.
1989 год — был построен новый детсад.
1989 год — завершение строительства здания конторы совхоза.
1989 год — построен дом культуры.
1990 год — был построен торговый центр Универмаг, столовая.

## Экономика

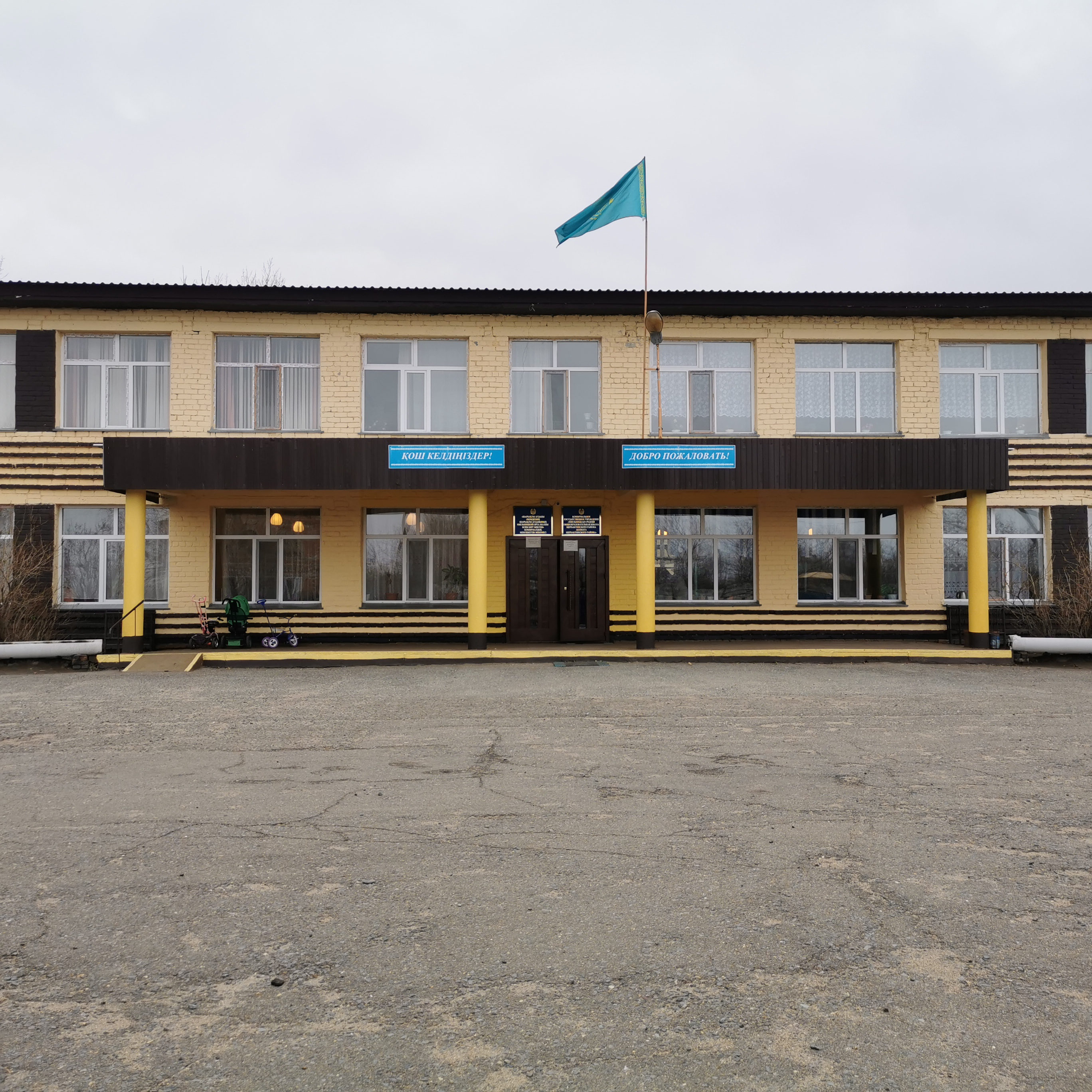
КГУ "Хмельницкая средняя общеобразовательная школа"

### Промышленность

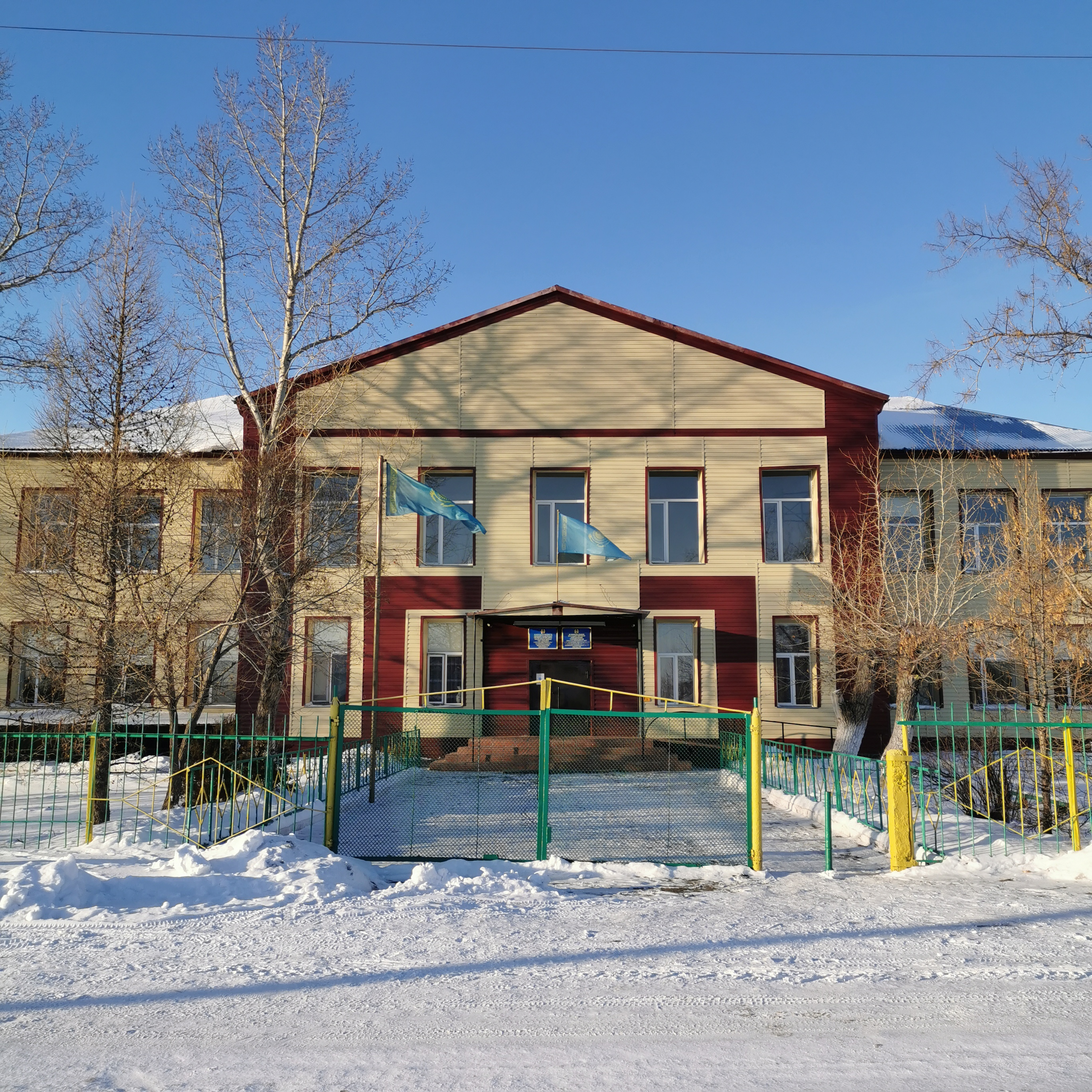
Щербактинская коррекционная школа-интернат №5

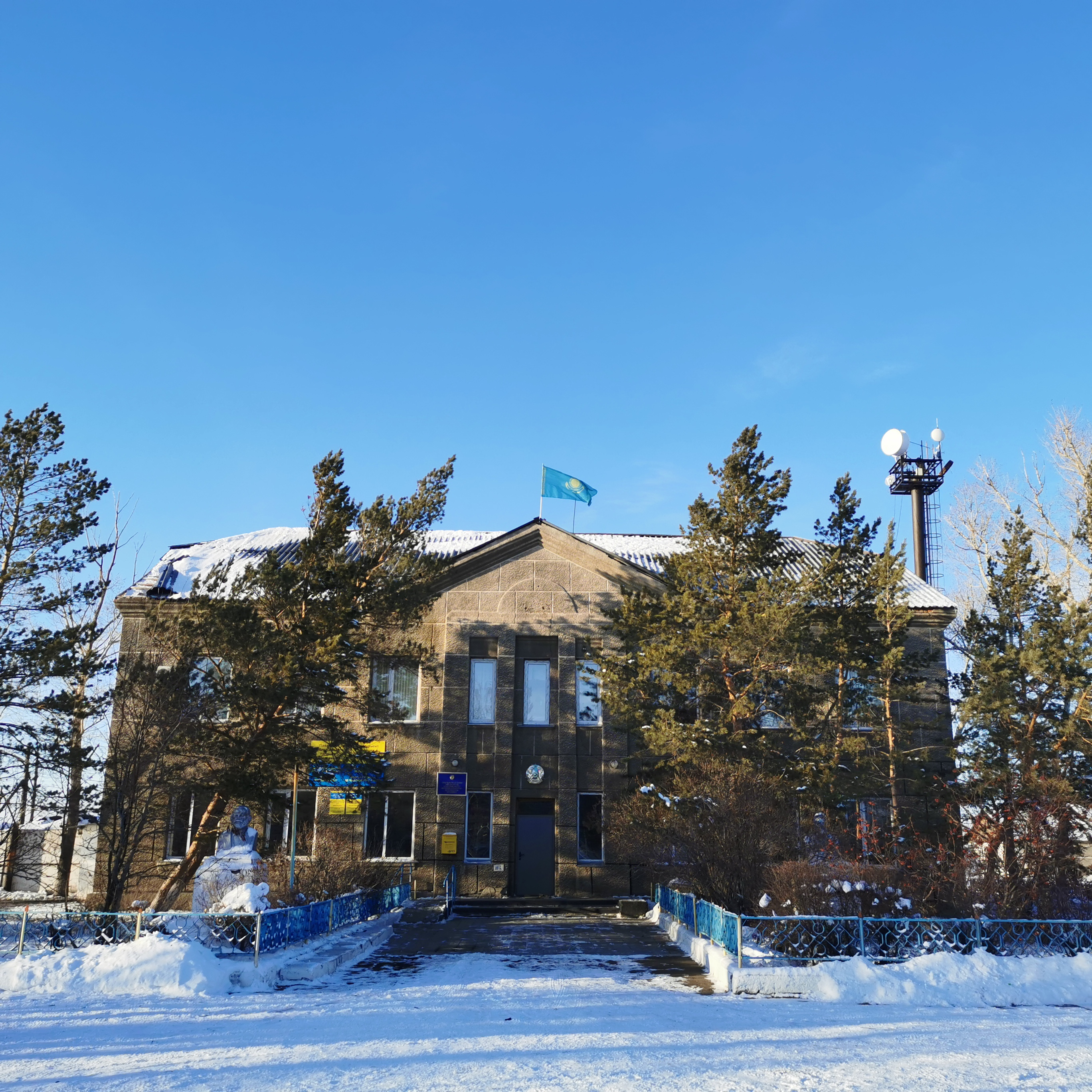
Жылбулакский акимат

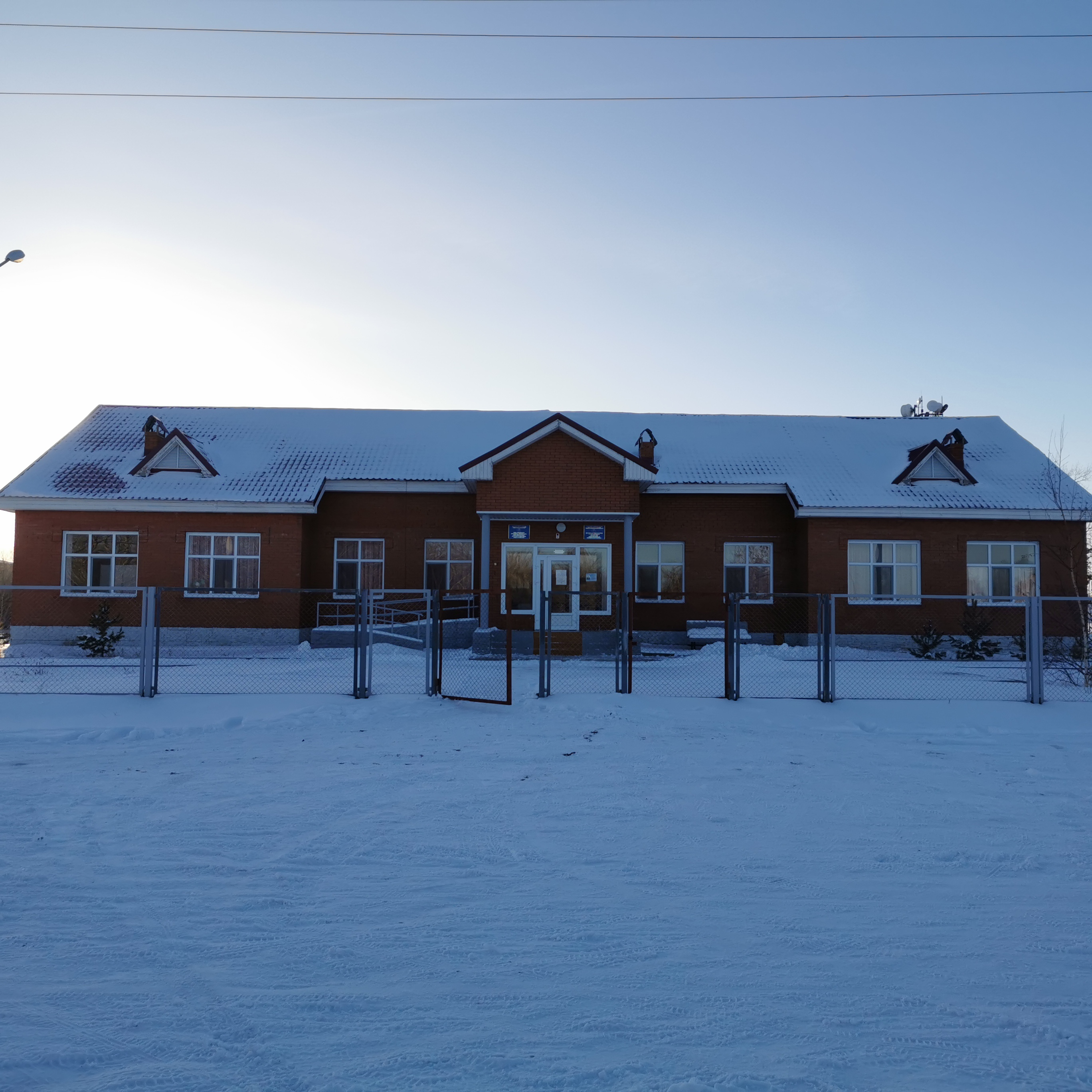
КГКП "Врачебная амбулатория села Хмельницкое"

На территории совхоза им. Хмельницкого функционировало крупное сельскохозяйственное предприятие по производству зерна и мясомолочной продукции.
Неоднократно за всю историю села коллектив совхоза имени Б.Хмельницкого был отмечен лидером в области промышленного развития. Например, диплом был присужден лучшему трудовому коллективу совхоза им.Хмельницкого - победителю в районном социалистическом соревновании 1987 года по производству и продаже государству сельскохозяйственной продукции.В 1988 году он был  награжден "Красным знаменем" за успешное выполнение плана экономического и социального развития, дипломом за досрочное выполнение планов 1988 года по продаже государству всех видов сельхозпродукции. А  также коллектив колхоза им.Хмельницкого Щербактинского района был награжден почетной грамотой за достижение наивысших результатов во всесоюзном социалистическом соревновании в честь 70-летия Великой октябрьской социалистической революции. 

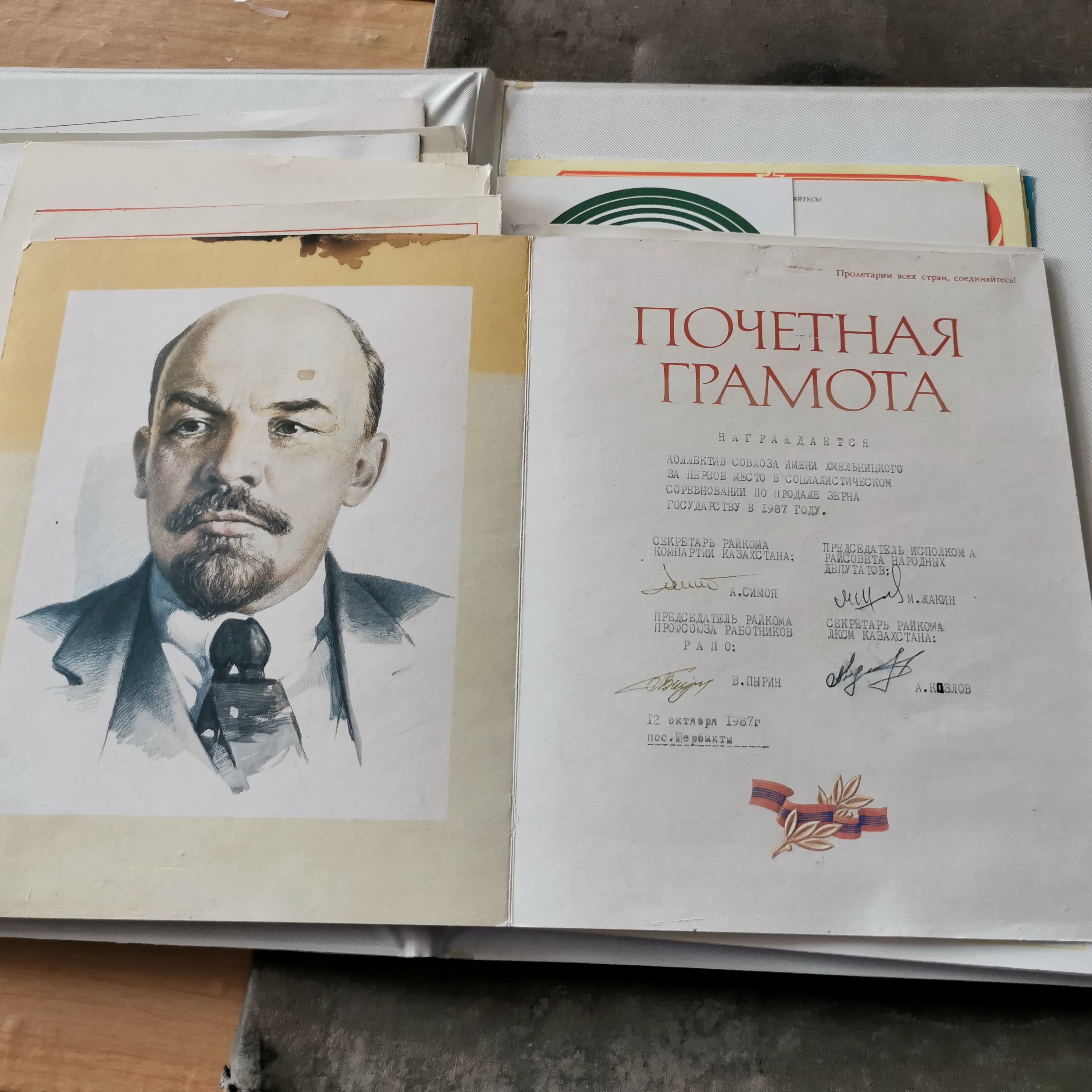
Почетная грамота (первое место в социалистическом соревновании по продаже зерна государству, 1987г)

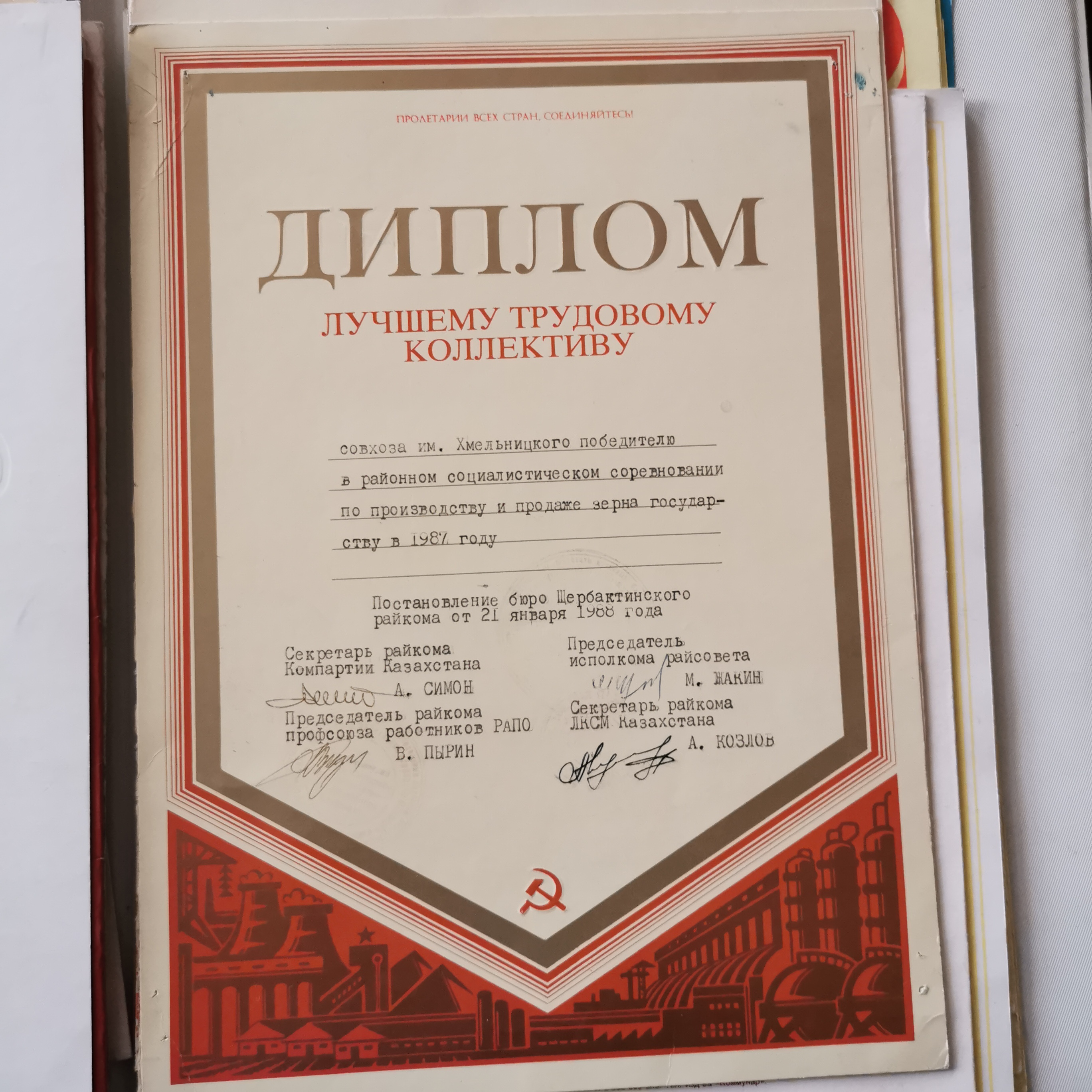
Диплом лучшему трудовому коллективу совхоза им.Хмельницкого победителю в районном социалистическом соревновании по производству и продаже зерна государству в 1987 году

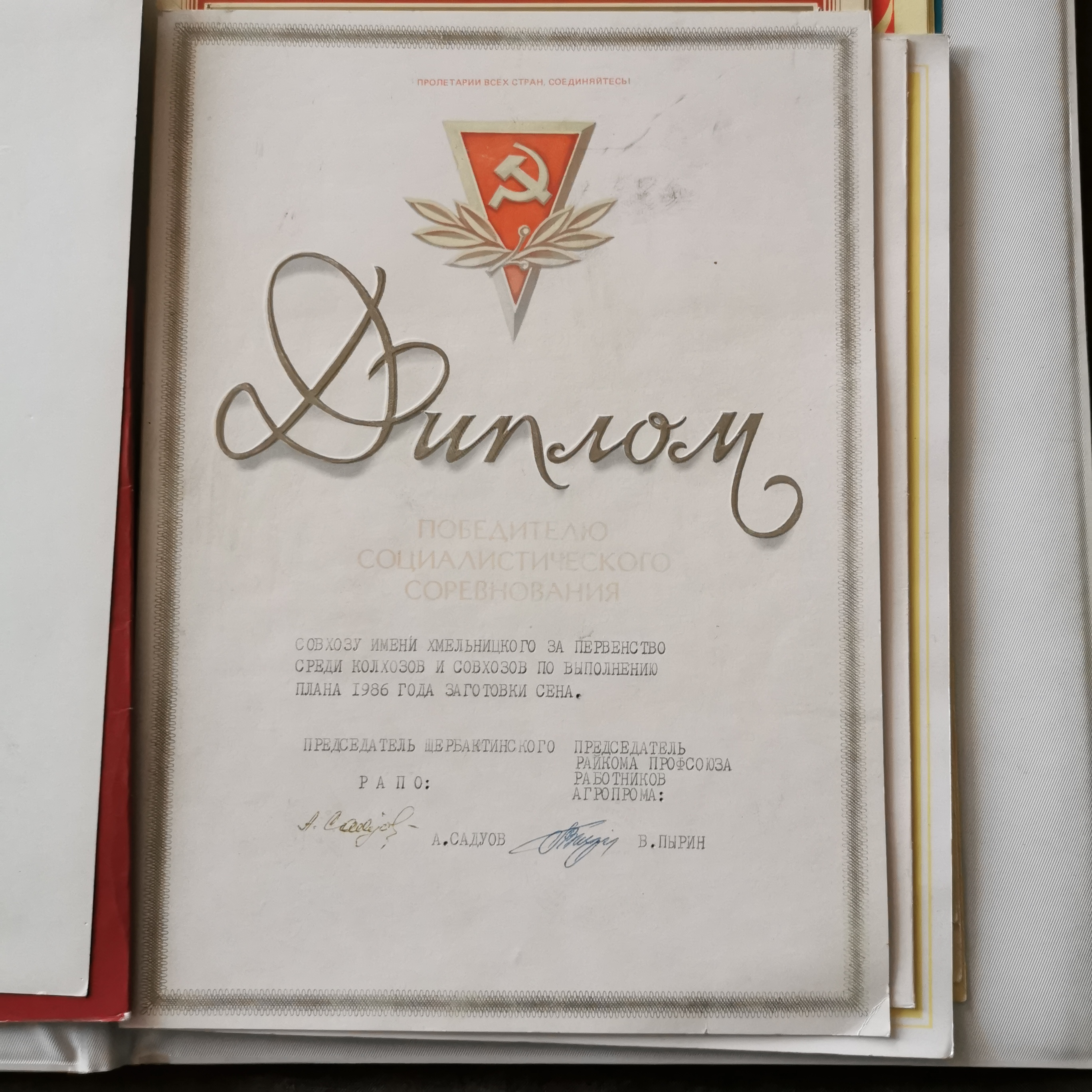
Диплом победителю социалистического соревнования совхозу им.Хмельницкого за первенство среди колхозов и совхозов по выполнению плана 1986 года заготовки сена

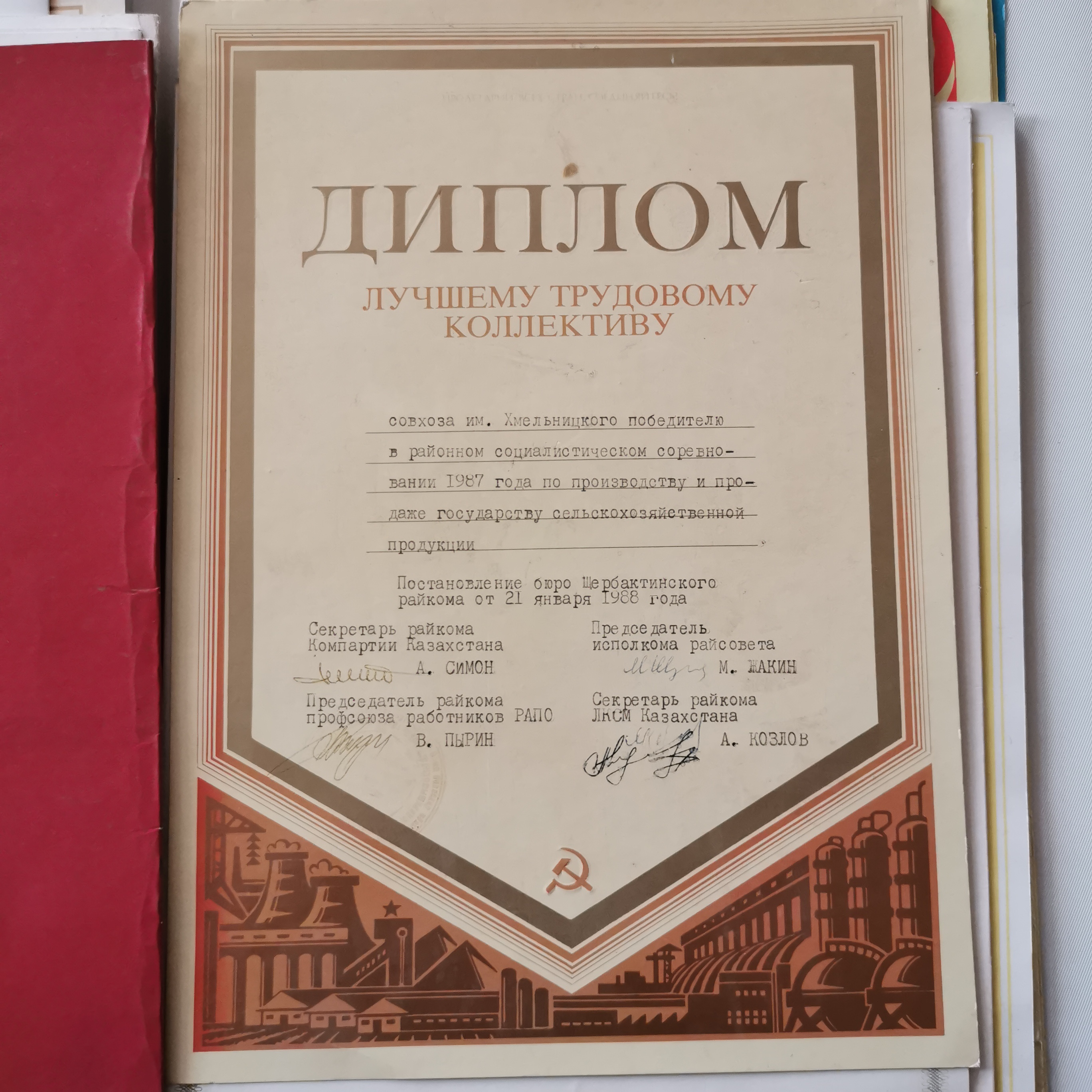
Диплом лучшему трудовому коллективу совхоза им.Хмельницкого, победителю в районном социалистическом соревновании 1987 года по производству и продаже государству сельскохозяйственной продукции

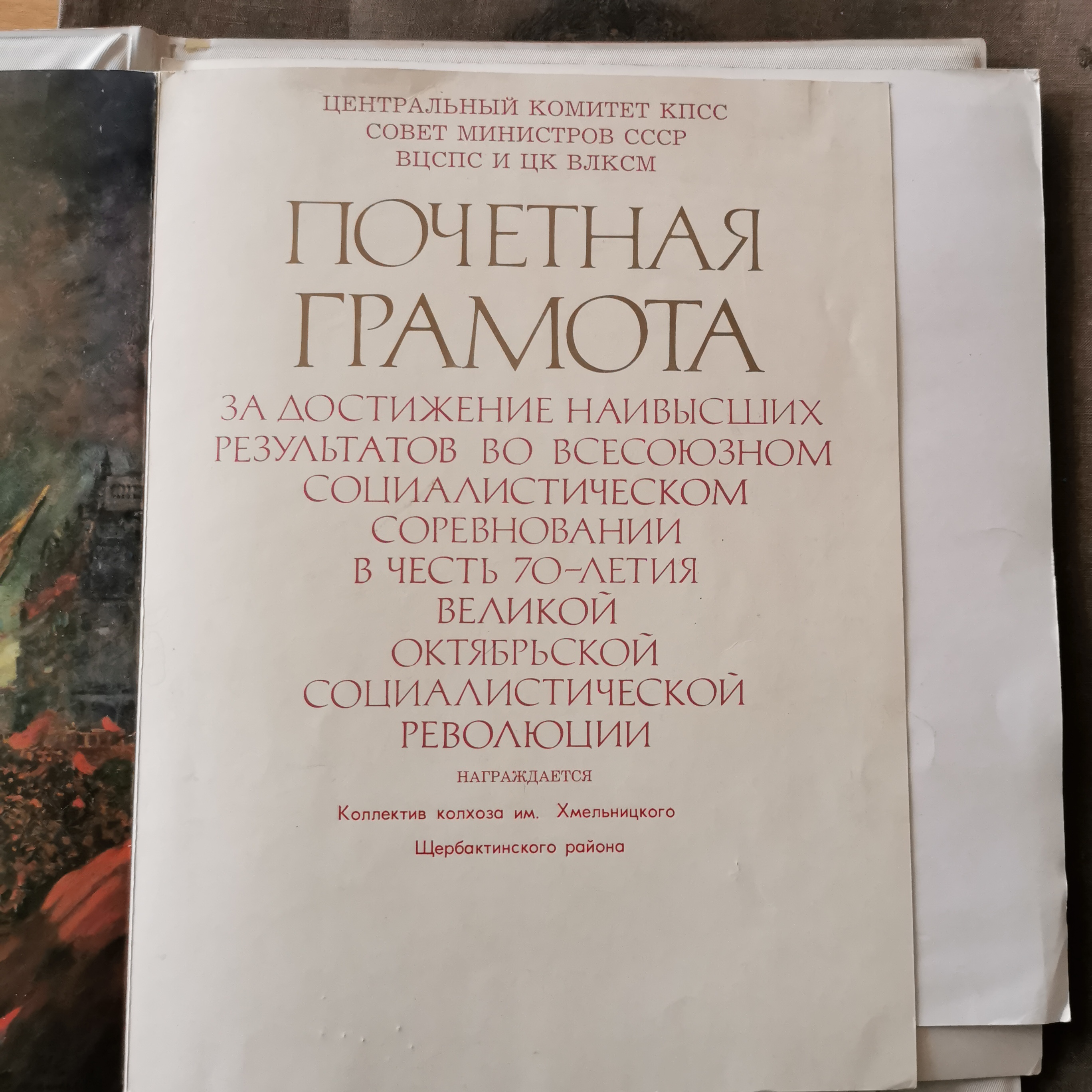
Почетная грамота за достижение наивысших результатов во всесоюзном социалистическом соревновании в честь 70-летия Великой октябрьской социалистической революции

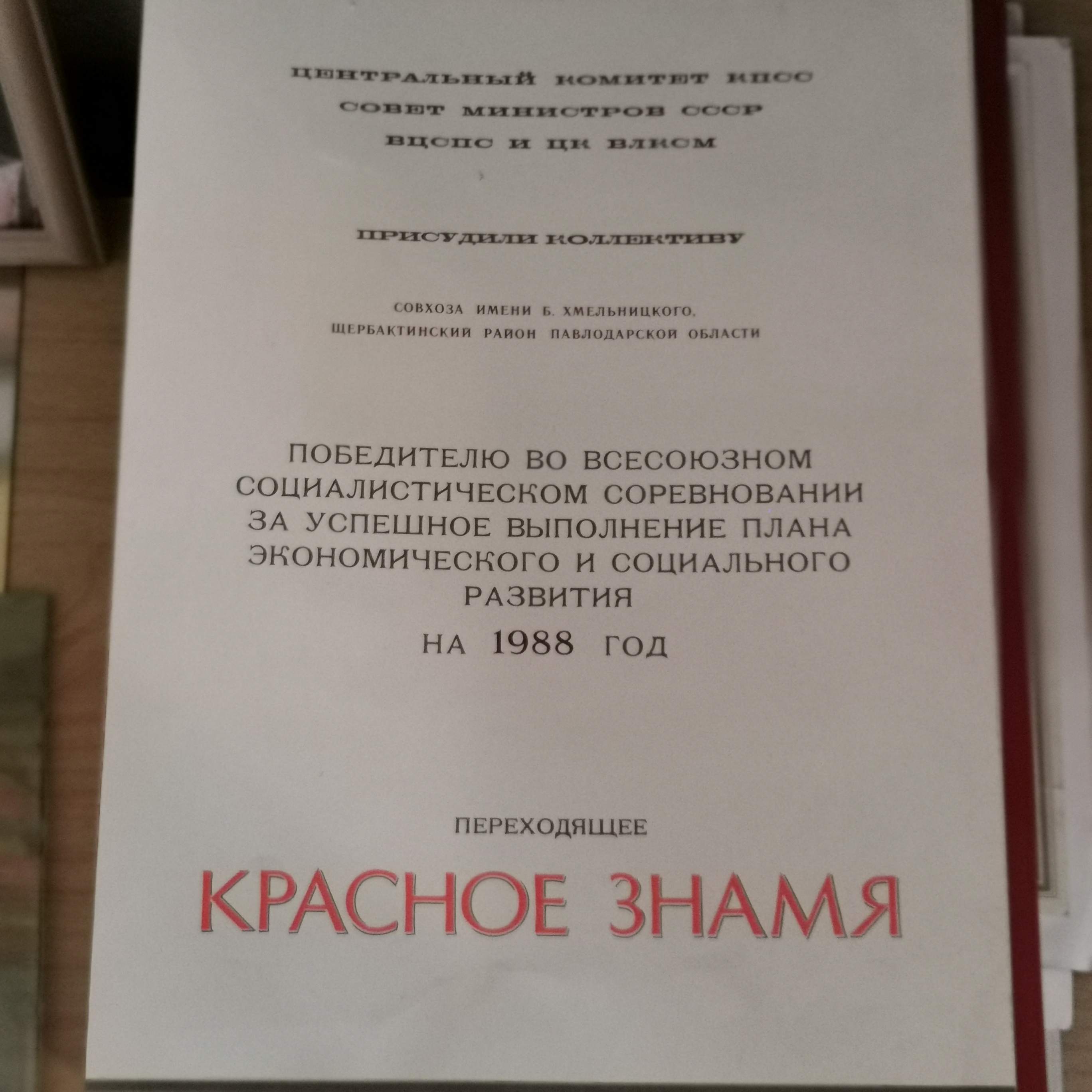
Коллективу совхоза имени Б. Хмельницкого, победителю во всеюзном социалистическом соревновании за успешное выполнение плана экономического и социального развития на 1988 год было присуждено переходящее "Красное знамя"

### Инфраструктура
В Хмельницком функционируют 2 школы:средняя общеобразовательная школа и  школа-интернат № 5. 
Имеются также 
```
почтовое отделение (индекс 141112), акимат, Дом культуры, 2 больницы, 3 магазина, функционирует железная дорога.
[
источник
 
не указан 3777 дней
]
```

В селе им. Хмельницкого установлен обелиск, повященный героям ВОВ, а также список героев был выбит на мраморе.

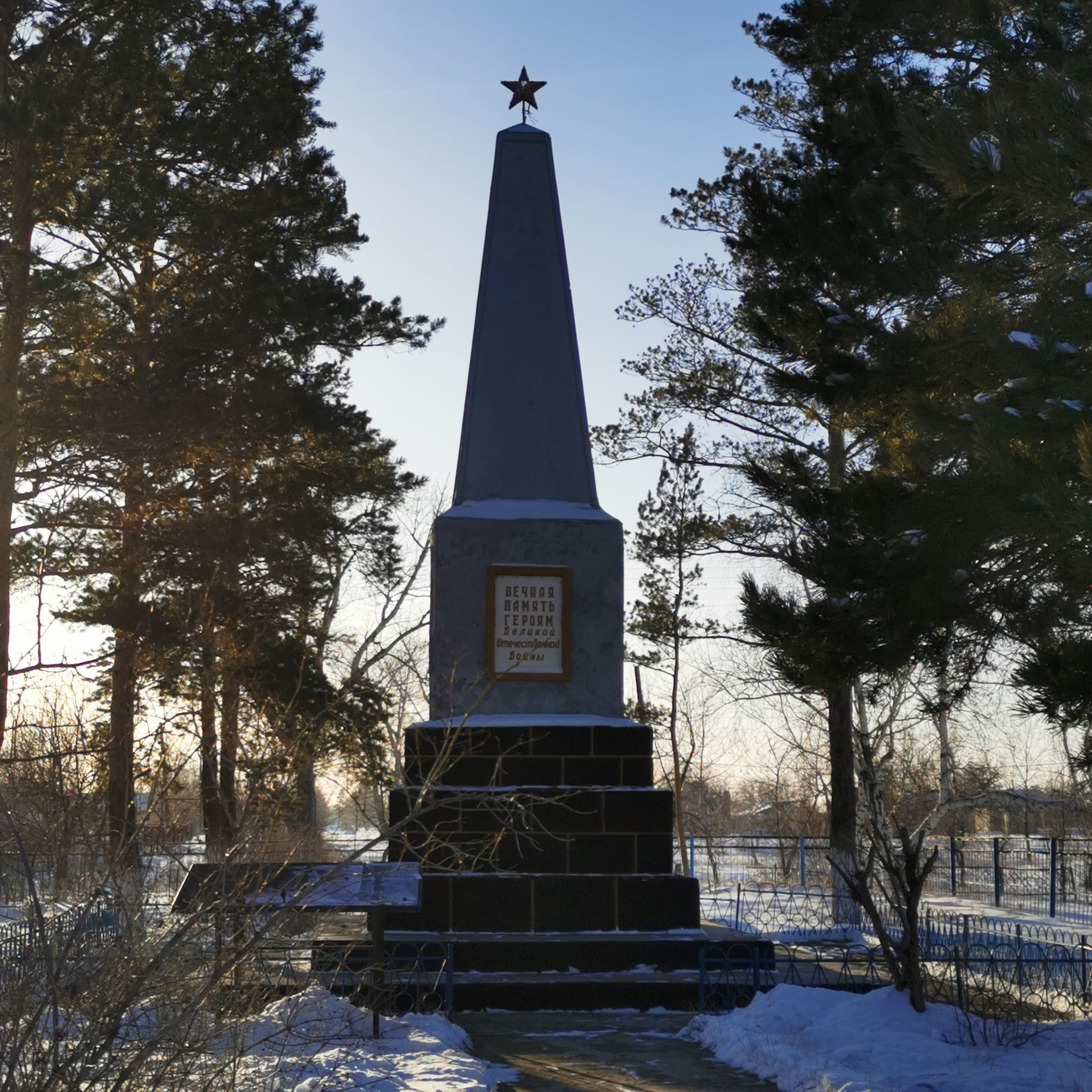
Обелиск, посвященный героям ВОВ, проживавшим в с. Хмельницком и умершим в разные годы

Возле Щербактинской коррекционной школы-интерната №5 и Хмельницкой средней общеобразовательной школы были установлены 2 прощадки для футбола с искусственным покрытием и тренажеры.

## Население
В 1985 году в селе проживало 1588 человек. В 1999 году численность населения села составляла 1440 человек (680 мужчин и 760 женщин). По данным переписи 2009 года, в селе проживало 1117 человек (507 мужчин и 610 женщин).

## Культура
В 1983 году была создана вокально-инструментальная группа, где участниками являлись Бондаренко Ю., Ягусевич А., Паровая О.
В 1981 была создана локальная группа "Ивушка". В 1989 году в музыкальную группу входили Севрюкова О., Вальцева М., Севрюкова Т., Вирт Л.,Бондорь С., Паровая Л., Бородкина Н., Селезнев В. В 1991 году локальная группа "Ивушка" отметила 10-летний юбилей. Одними из участников группы являлись баянист Селезнев В.Н., солистка Вирт Л.Г. и руководитель Бородкина Н.К.
В 2003 году в селе Хмельницком проводились спортивные соревнования, по шахматам в частности.

### Образование и наука
В 1966 году состоялся первый выпуск Хмельницкой средней школы.
В 1979 была построена новая школа.
В 1989 году был открыт школьный музей.
В 1992 году в школе вновь был открыт класс с казахским языком обучения. Первый учитель: Шалабаева А.Б.

## Известные уроженцы
Выпускники Хмельницкой средней общеобразовательной школы конкурентоспособны и работают в различных сферах. К примеру, выпускник 2000 года Д.Сембаев — успешный врач-онколог, работающий в г.Астане.
Мажитов Куанышбек Серикович стал мировым чемпионом в Фестивале Боевых искусств. 16—17 ноября 2013 г. в г. Караганда, в рамках 8-го Фестиваля Боевых Искусств «Кубок Дракона» прошел 9-й Чемпионат РК по боевому самбо среди мужчин, открытый международный турнир по панкратиону, борьбе грэпплинг, бразильскому джиу-джитсу, где он занял 1ое место в весовой категории 62 кг.